# Агата, Риау Эга
Риау Эга Агата Сальсабила (индон. Riau Ega Agatha Salsabila; род. 25 ноября 1991, Блитар, Восточная Ява) — индонезийский лучник, специализирующийся в стрельбе из олимпийского лука. Он участвовал в индивидуальных и командных соревнованиях по на чемпионате мира по стрельбе из лука 2015 года в Копенгагене и представлял Индонезию на летних Олимпийских играх 2016 и 2020 годов.

## Биография
Риау Эга Агата Сальсабила родился 25 октября 1991 года. Стрельбой из лука начал заниматься в Блитаре в 2002 году. После окончания школы начальной школы он переехал в Сурабаю и записался на курсы стрельбы из лука в местном тренировочном центре (индон. PPLP Surabaya).
Его жену зовут Левина Фебиола Висалита, у Риау есть дочь Скайлин Аруна Сейраната.
Учился в Университете Наторама в Сурабае на специальность менеджмент.

## Карьера
На Играх исламской солидарности 2013 года Эга Агата выиграл золото вместе с партнёршей по команде Икой Юлианой Рохмавати в миксте.
На Играх Юго-Восточной Азии 2015 года Эга Агата завоевал серебро в мужских командных соревнованиях вместе с Хендра Пурнама и Мухаммадом Ханифом Виджая. В смешанном зачёте он вместе с партнером Икой Юлианой Рохмавати выиграли золотую медаль.
Эга Агата вместе с соотечественниками Хендра Пурнама и Мухаммадом Ханифом Виджая квалифицировались на летние Олимпийские игры 2016 года в Рио-де-Жанейро.
В мужском командном турнире команда Индонезии набрала 1962 очка за 216 выстрелов в рейтинговом раунде, показав десятый результат из двенадцати команд. В 1/8 финала индонезийцы встретились с Китайским Тайбэем, занявшим седьмое место. Одержав победу в двух сетах, а два других сведя вничью, Индонезия выиграла 6:2. В четвертьфинале они встретились со сборной США, показавших второй результат в рейтинговом раунде. Несмотря на то, что после двух сетов счёт был равным, Брейди Эллисон, Зак Гарретт и Джейк Камински выиграли два сета подряд и вышли в следующий раунд, а индонезийцы завершили выступления.
В личном мужском турнире Олимпиады-2016 Эга Агата занял 32 место из 64 участников с 660 очками в предварительном раунде. Он встретился с Син Ю из Китая в первом раунде и выиграл со счётом 7:1. Затем он попал на Ким У Джина из Южной Кореи, занявшим первое место в рейтинговом раунде и установившим новый мировой рекорд. Тем не менее, Эга Агата выиграл матч у чемпиона со счетом 6:2. В 1/8 финала, тем не менее, индонезиец проиграл другому олимпийскому чемпиону из Италии Мауро Несполи и выбыл из борьбы за медаль.
На домашних Азиатских играх в Джакарте Эга Агата завоевал бронзовую медаль в личном первенстве, а также в командном турнире и миксте добрался до стадии 1/8 финала.
Эга Агата вместе с соотечественником Арифом Дви Пангесту и Альвиянто Прастьяди квалифицировались на летние Олимпийские игры 2020 года в Токио по результатам финального отборочного турнира в Париже. Агата также был заявлен на соревнования в миксте с партнершей Дианандой Хойруниса. В миксте в 1/8 финала в перестрелке победили американцев Брейди Эллисона и Маккензи Браун, но затем уступили туркам Ясемин Анагёз и Мете Газозу. В командном турнире проиграли уже в первом раунде британцам со счётом 0:6. В индивидуальном турнире Эга Агата победил австралийца Дэвида Барнса, но затем проиграл в перестрелке американцу Джейкобу Вуки.